# Ибиса
Ибиса (на каталонски: Eivissa; на испански: Ibiza) е остров в Средиземно море, 79 km от брега на град Валенсия в Източна Испания. Той е третият най-голям остров от групата на Балеарските острови, независим район на Испания. Най-големите му градове са Ибиса, Санта Еулалия дес Риу и Сант Антони Абад. Най-високата му точка е Са Талайяса или Са Талайя (475 m).
Почти една шеста от площта на недалечна Майорка, Ибиса е над пет пъти площта на о. Миконос (Гърция) или десет пъти площта на о. Манхатън. Ибиса става известен заради асоциацията с нощен живот и електронната музика, които се зараждат на острова. Добре познат е с лятната си клубна сцена, която привлича много голям брой туристи, въпреки че островното правителство и Испанското бюро по туризма работи по различна реклама за по-семейно ориентиран туризъм.
Ибиса и близкият о. Форментера на юг са наречени Питиуски острови. Официалното каталанско име на острова е Евиса, но въпреки това се е наложило кастилското наименование Ибиса.
Ибиса е домът на бележитото пристанище в гр. Ибиса, популярна спирка за множество туристи и обект от световното наследство на ЮНЕСКО.

## История
Островът е заселен от 654 г. пр.н.е. от финикийците, които построяват пристанище. Когато Финикия запада заради инвазията на асирийците, островът е превзет от Картаген, който създава там своя колония. През III – IV век пр.н.е. Ибиса развива търговските си пътища със съседния остров Майорка. От 1235 г. островът е част от Кралство Арагон. Оттогава няколко пъти островът успява да създаде собствено автономно правителство, но през 1715 г. испанският крал Филип отменя автономния статут и забранява използването на каталонски език. През 70-те години на XX век островът отново преминава към Каталония.

## География
Ибиса е скалист остров с площ 572,56 km² – почти шест пъти по-малък от Майорка, но над пет пъти по-голям от Миконос (в гръцките острови) или десет пъти по-голям от Манхатън в Ню Йорк.
Ибиса е по-големият от групата на Балеарския архипелаг, наречен „Питиуски“, съставен от Ибиса и o. Форментера. Балеарската верига от острови включва над 50 острова, много от които необитаеми. Най-високата точка на острова е Са Талайаса – 475 m.

## Туризъм
Ибиса е много популярна туристическа дестинация заради легендарния бурен нощен живот, центриран на две места – около градовете Ибиса и Сан Антонио. На острова се намират много от най-известните нощни клубове – Privilege (най-големият в света), Es Paradís (известен със своите водни партита), Amnesia (известен с партитата с пяна). Space, Pacha, Eden и DC10, които превръщат острова в център на електронната музика и в частност – на хауса и транса. През лятото много диджеи от световна величина включват в турнетата си и клубовете на Ибиса. Много от тях представят точно тук новите си песни или албуми. Друга забележителност на острова е Café del Mar – бар, в който туристите традиционно се наслаждават на залеза.
Островът не е известен единствено с партитата. Островът е в списъка на ЮНЕСКО, което запазва от комерсиализацията много природни обекти, като „Пръстът на Господ“ в залива Бенирас. Заради природната си красота островът е предпочитан терен за заснемане на филми. В Сан Антонио има издигнат паметник на Христофор Колумб, тъй като градът се смята за едно от възможните места, в които той е роден.

## Климат
Климатът на Ибиса е средиземноморски, зимите са меки, но през лятото е малко по-хладно, отколкото на Майорка. През зимата температурите достигат около 15 °C през деня и 8 °C през нощта. Най-горещото време от годината са месеците юли и август с температури, достигащи често 30 °C следобед. Най-ниската записана температура на Ибиса е -5 °C.
| Месец                         | Яну  | Фев  | Мар  | Апр  | Май  | Юни  | Юли  | Авг  | Сеп  | Окт  | Ное  | Дек  |
| ----------------------------- | ---- | ---- | ---- | ---- | ---- | ---- | ---- | ---- | ---- | ---- | ---- | ---- |
| Средни максимални температури | 15.8 | 16.1 | 18.2 | 20.4 | 23.3 | 27.6 | 29.8 | 30.4 | 27.7 | 24.3 | 19.3 | 16.6 |